# Schreiteria macrocarpa
Schreiteria macrocarpa ist die einzige Pflanzenart der monotypischen Gattung
Schreiteria innerhalb der Familie Quellkrautgewächse (Montiaceae).

## Beschreibung

### Vegetative Merkmale
Schreiteria macrocarpa wächst als ausdauernde, krautige Pflanze und erreicht Wuchshöhen von bis zu 70 Zentimetern. Ihre verzweigte Wurzel hat knollige Verdickungen von bis zu 1 Zentimetern Durchmesser. Die halbwegs hinfälligen, schlanken, papillaten Sprossachsen verholzen an ihrer Basis.
Die Blattachseln sind kahl. Die wechselständig angeordneten, sukkulenten Laubblätter stehen ziemlich weit voneinander entfernt. Ihre linealische, stumpfe und kahle Blattspreite ist bis zu 3 Zentimeter lang.

### Generative Merkmale
Der Blütenstandsschaft ist bis zu 10 Zentimeter lang. Der endständige Blütenstand besteht aus Dichasien oder Monochasien. Die früh abfallenden, membranösen Tragblätter und Deckblätter sind eiförmig und ihre Ränder sind mit großen drüsigen Zähnen besetzt.
Die zwittrigen Blüten sind fünfzählig mit doppelter Blütenhülle. Die eiförmigen bis kreisrunden Kelchblätter sind etwa 4 Millimeter lang und ihre Ränder sind mit großen drüsigen Zähnen besetzt. Die fünf dunkel- bis bleichroten Kronblätter sind eiförmig, 8 bis 12 Millimeter lang und nicht miteinander verwachsen. Es sind 20 bis 30 Staubblätter vorhanden, deren an ihrer Basis kurz miteinander verwachsenen Staubfäden 8 bis 10 Millimeter lang sind. Ihre Staubbeutel sind beweglich, der Pollen polyrugat. Der etwa 5 Millimeter lange Griffel endet in drei Narben.
Die dreiklappigen Kapselfrüchte sind verlängert und von bis zu 4 Zentimeter Länge sowie 2 bis 3 Millimeter Durchmesser. Die Fruchtklappen öffnen sich vom oberen Ende her. Sie enthalten seitlich zusammengedrückte, winzig unregelmäßig papillate Samen mit einem kleinen Arillus. Der Embryo umschließt das Perisperm fast vollständig.

## Verbreitung
Schreiteria macrocarpa kommt nur im nördlichen Teil der argentinischen Provinz Tucumán vor.

## Systematik
Die Erstbeschreibung der Gattung Schreiteria erfolgte 1985 durch Roger Charles Carolin. Er stellte als einzige Art die von Carlos Luis Spegazzini 1899 als Calandrinia macrocarpa erstbeschriebene Art in diese Gattung. Der botanische Gattungsname Schreiteria ehrt den deutsch-argentinischen Botaniker Carlos Rodolfo Schreiter (1877–1942).

## Nachweise